# WBZO
WBZO（103.1 FM，"B-103"）是位于纽约州苏福克郡湾岸的一个怀旧金曲广播电台，由Connoisseur Media, LLC开办，开播于1993年2月，发射功率1.55千瓦。

## 概况
B-103在1992年1月试播，使用呼号为WQIA。在1993年2月于长岛开始正式播音，使用呼号WBSI。主要播放1950至1970年代的歌曲，广播范围覆盖纽约州第27公路全线。